# Paramios
Paramios es una parroquia del concejo español de Vegadeo, perteneciente al Principado de Asturias.

## Historia
A finales del siglo XIX, la parroquia, ya por entonces parte del concejo de Vega de Ribadeo, tenía contabilizada una población de 470 habitantes. Aparece descrita en el Diccionario geográfico y estadístico de Asturias (1897) de José González Aguirre con las siguientes palabras:

PARAMIOS (Santa María de): parr. del conc. de Vega de Rivadeo, part. jud. de Castropol, á 21 leguas de Oviedo, 3 de Castropol, 1½ de la Vega de Rivadeo; sit. entre las sierras de Penouta y Sirballana, con buena ventilación y clima sano. Entre sus l. y cas. solo tienen importancia Barranes, Espina, Montiello y Restrepo. Además de igl. parr. tiene dos ermitas de propiedad particular. Confina el térm. con los de Presno y Piantón. El terreno participa de monte y llano, y le cruza de S. á NO. el r. de Vega que nace en el monte garganta y va á desaguar en el r. Eo. Produce trigo, maíz, centeno, cebada, patatas, legumbres, hortalizas, castañas, maderas y pastos; hay ganado vacuno, de cerda, caballar, lanar y cabrío; caza y pesca de diferentes especies; molinos de harina y telares de lienzos ordinarios. Pobl. 106 vecinos, 470 habitantes.
(González Aguirre, 1897, p. 59)

En 2022, tenía empadronados 81 habitantes.